# 小镇怪客托马斯
《小镇怪客托马斯》（英語：Odd Thomas）是在2013年上映的惊悚片，由斯蒂芬·索莫斯执导，安东·尤金、威廉·达福、爱迪生·蒂姆林联合主演。故事講述一名生活在加利福尼亚小镇上的厨师托马斯，他有一双阴阳眼，具有通灵的先天能力，这种能力使他可以看到亡灵，并利用这种能力找到现实中的罪犯。某天托马斯发现怨念重重的血灵大量集聚在小镇上，托马斯直觉感到一场惨烈的屠杀可能即将到来，于是他想方设法阻止这一切发生 。

## 劇情
奧德的異能來自母系遺傳。他的母親被丈夫當成瘋子關了起來，所以奧德隱瞞自己的能力。當有冤魂尋求協助時，會領著奧德追凶，由他揭穿其不可告人的內情，趁凶手驚慌逃竄時壓制並報警。懷特警探知道其中奧妙，在逮獲凶手後會幫著找藉口解釋何以奧德剛好揭穿凶手。
某次一群面目不清的冤魂向他求救，演示了一次大屠殺。奧德也在幻覺中中槍，卻不知凶手是誰，他決心找出真相。
奧德平時是小鎮餐廳的廚師，以雜技手法料理菜餚。奧德青梅竹馬的女友史多梅及懷特警探也是座上賓。某次，他看到惡靈潛入餐廳中。由於知道惡靈會殺害看得見它們的人，所以奧德假作視而不見，但心中知道它們是追著血腥氣而來，小鎮即將刮起腥風血雨。他追著被惡靈纏身的男子，因為他必與此大規模血腥事件有關。途中與餐廳女侍維奧拉聊天，得知那群面目不清的冤魂也出現在她惡夢中；其後又與自己女友見面，交流了這名怪異男子的事。最後追進一個小屋中，在其中發現了地獄入口。
地獄入口在他狂奔回現實之後消失。奧德在怪男的朋友進屋前溜了出去，告知在家裡招待兩名年輕同事的懷特警探關於大屠殺之事。小鎮第二天即可能成為人間地獄，而該名為鮑勃·魯賓遜的男子可能是其中關鍵。警探查不出任何可疑之處，但基於對奧德的信任，仍派人盯梢。
奧德與女友在教堂鐘樓上見面，恰見鮑勃在地面上怒氣沖沖的朝他而來。兩人逃出後報警，警探率人至教堂時，人已不知所蹤，堂內被破壞得不成樣子。
奧德在晚餐時取得之前訂購用以護胸的飾品。隨後在與女友的約會中無意間到了鎮上的保齡球館，發覺其員工制服正合夢中所見，但該處卻沒有血腥現場必有的惡靈環伺。兩人去找維奧拉問清其夢境，卻沒什麼具體的線索。奧德發現惡靈纏上了維奧拉的小孩，但不敢對她說。
兩人在街上聽到慘叫，原來是下班後的女警遭惡犬追逐。待他們趕到時，女警已遭想射狗救她的一名教師誤殺。警方查出她眼睛挨了一拳，身上有傷，但不知怎麼會出現在此被狗追。奧德認出狗就是他在鮑勃家所見。他將護胸的飾品交給警探後回家，卻發現鮑勃死在他的浴缸中，胸口中槍。
由屍僵程度判斷，奧德認為人已經死了好一陣子，在教堂大鬧的其實是鮑勃的鬼魂，因為鮑勃將自己的死歸咎於他。由於不願因謀殺嫌疑遭留置而錯過阻止大屠殺的機會，奧德決定棄屍。
奧德將屍體塞進廢棄監獄的瓦斯室後。回程發覺惡靈大量聚集，而懷特警探門口聚集大批警察，原來有人敲開了警探家大門，當胸給他一槍，幸好被奧德給的飾品救了一命。
天亮後，奧德赴鮑勃的小屋搜查，在其冰箱中發現許多人體組織，及鮑勃的鬼魂。奧德明白是自己驚動了鮑勃的朋友滅口。雖然鬼魂無法實質傷害活人，但鮑勃驅動屋內傢俱砸他。奧德逃出屋外後想到鮑勃的槍傷，再赴棄屍處探查，發覺其胸口所刺的POD三個字母恰與年輕警察腕上所刺一模一樣。
奧德認為大屠殺將發生於人最多的購物中心。他偷了根棒球棍直入中心內部，打昏已經殺掉中心警衛的凶犯，卻不是他所以為的人，而是懷特警探所招待的年輕同事之一。奧德想出，就是他因被女警看出破綻而滅口，而另名凶犯正準備發動大屠殺。
奧德取其佩槍，往其女友工作處而去，想要警告並保護她。一路上發現維奧拉夢中景象，而不知何處有人嘶喊凶手有槍。人群開始驚叫逃竄，所有出口卻已遭控制中心封閉。防護嚴密的殺手開始以充足的火力濫射，而奧德手上只有一把手槍與四發子彈。
奧德終於趁殺手換彈匣時打死了他，在前去找尋女友時卻發現女警的幽魂找了過來，似有所言，而惡靈也未完全散去。他明白事情尚未結束，掀開殺手的面罩發覺是自稱「誤殺」女警的教師，於是明白打算動手的警察還在某處。
他隨著女警的靈體到停車場內一輛封閉式卡車後，假稱自己是警察勒令車主開鎖。後廂打開後是一整車威力奇大的土製爆裂物。安置好炸彈的警察在聽到動靜後回頭開槍滅口。車主當場倒下，奧德中槍後勉力啟動車子撞倒警察，直衝外面。
警察原來沒被輾過，他掛在卡車外對奧德開槍並爬進車內。中槍後氣力不繼的奧德已無力抗禦，堪堪避過子彈後滾出車外。車內的警察隨著無人駕駛的卡車翻入渠道之中，整車炸成火球。奧德躺在路邊失去意識。
奧德在醫院中醒來。得知四人在年輕時入了撒旦教，由殺人找到樂趣，於是從警以作為身份掩護。懷特警探將所發生的事湊出怪異但說得過去的故事，保住了奧德的秘密。
出院後的奧德成了小鎮英雄，與女友共渡了一段神仙生活，直到懷特警探等朋友們找上門來，告知遺體已經整理好。奧德這才醒悟，這段時間與他一起過活的女友只是鬼魂，她死在購物中心內的店裡，只是他一直拒絕承認。

## 演員
- 安东·尤金 饰 奥德·托马斯
- 威廉·达福 饰 怀特·波特
- 艾迪生·蒂姆林 饰 史多梅·卢埃林
- 尼可·托托雷拉 饰 西蒙·瓦纳
- 帕顿·奥斯瓦尔特 饰 奥齐·P·布恩
- 蕾奥娜·维埃拉 饰 托马斯的母親
- 梅丽莎·奥德维 饰 莱赛特
- 古古·玛芭塔-勞 饰 維奥拉
- 舒勒·汉斯利 饰 Fungus Bob

## 外部連結
- 互联网电影数据库（IMDb）上《Odd Thomas》的资料（英文）
- AllMovie上《Odd Thomas》的资料（英文）
- TCM电影资料库上《Odd Thomas》的资料（英文）
- Metacritic上《Odd Thomas》的資料（英文）
- 爛番茄上《Odd Thomas》的資料（英文）